# Arajuno (canton)
Arajuno est un canton d'Équateur situé dans la province de Pastaza.